# Stenopogon lugubris
Stenopogon lugubris är en tvåvingeart som först beskrevs av Samuel Wendell Williston  1901.  Stenopogon lugubris ingår i släktet Stenopogon och familjen rovflugor. Inga underarter finns listade i Catalogue of Life.